# Castel Baronia
Castel Baronia là một đô thị (comune) thuộc tỉnh Avenllino trong vùng Campania của Ý. Castel Baronia có diện tích km2, dân số là người (thời điểm ngày).